# Граф Роден

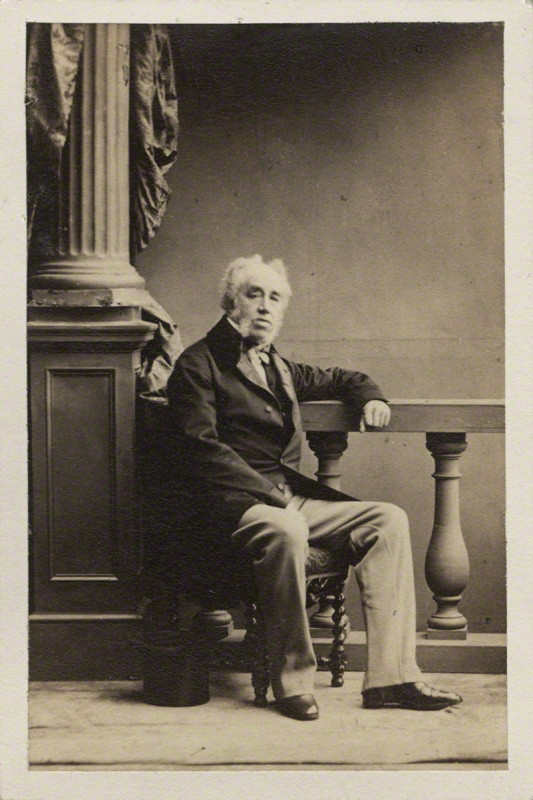
Роберт Джослин, 3-й граф Роден (1788—1870)

Граф Роден (англ. Earl of Roden) — наследственный титул в системе Пэрства Ирландии.

## История
Титул графа Родена был создан в 1771 году для Роберта Джослина, 2-го виконта Джослина (1731—1797). Данная ветвь семьи Джослин происходит от видного ирландского политика и юриста Роберта Джослина, 1-го виконта Джослина (1688—1756), сына Томаса Джослина, третьего сына сэра Роберта Джослина, 1-го баронета из Гайд-холла. Он, в частности, занимал должность лорда-канцлера Ирландии с 1739 по 1756 год. В 1743 году он получил титулы барона Ньюпорта из Ньюпорта, а в 1755 году для него был создан титул виконта Джослина. Оба титула являлись пэрством Ирландии. Ему наследовал его сын, Роберт Джослин, 2-й баронет (1731—1797). Он представлял Олдлохлин в Ирландской палате общин (1743—1756) и служил генеральным аудитором казначейства Ирландии (1750—1797). В 1770 году для него был создан титул графа Родена в графстве Типперэри (пэрство Ирландии). В 1778 году после смерти дальнего родственника, Коньерса Джослина, 5-го баронета из Гайд-Холла (1703—1778) Роберт Джослин, 1-й граф Роден, унаследовал титул баронета. Лорд Роден женился на Леди Энн Гамильтон, дочери Джеймса Гамильтона, 2-го графа Кланбрассила (1694—1758) и сестре Джеймса Гамильтона, 2-го графа Кланбрассила (1730—1798). Его младшим сыном был Перси Джослин, епископ Клогерский (1764—1843), в 1822 году оказавшийся в центре грандиозного скандала и пойманный на месте преступления во время гомосексуального акта с солдатом, после чего был лишён сана и жил под вымышленным именем.
В 1797 году Роберту Джослину наследовал его старший сын, Роберт Джослин, 2-й граф Роден (1756—1820). Он заседал в Ирландской палате общин от Мэриборо (1776—1778) и Дандолка (1783—1797), а также в качестве одного из избранных ирландских пэров-представителей заседал в Британской палате лордов с 1800 по 1820 год. Он также был профессиональным военным, который сыграл немаловажную роль в подавлении Ирландского восстания 1798 года. Его сын, Роберт Джослин, 3-й граф Роден (1788—1870), представлял графство Лаут в Британской палате общин и был ревизором казначейства в Ирландии. В 1821 году для него был создан титул барона Кланбрассила из Гайд-Холла в графстве Хартфордшир и Дандолка в графстве Лаут (пэрство Соединённого королевства). Этот титул давал ему и его потомкам автоматическое право заседать в Палате лордов. Будучи потомком по женской линии угасшего рода графов Кланбрассил, Роберт Джослин получил титул барона Кланбрассила. Лорд Роден был ведущей фигурой во Второй Протестантской Реформации. Его внук, Роберт Джослин, 4-й граф Роден (1846—1880), занимал должность Лорда-в-ожидании в правительстве консерваторов Бенджамина Дизраэли (1874—1880).
В 1880 году ему наследовал его дядя, Джон Стрейндж Джослин, 5-й граф Роден (1823—1897). После его смерти в 1897 году титул барона Кланбрассила прервался. Но ирландские титулы унаследовал его первый кузен, Уильям Генри Джослин, 6-й граф Роден (1842—1910). Он был сыном достопочтенного Джона Джослина, четвертого сына 2-го графа Родена. Его преемником стал его младший брат, Роберт Джослин, 7-й граф Роден (1845—1915). Его сын, 8-й граф, заседал в Палате лордов в качестве одного из избранных ирландских пэров-представителей с 1919 по 1956 год.
По состоянию на 2024 год, обладателем графского титула являлся его внук, Роберт Джон Джослин, 10-й граф Роден (род. 1938), сменивший своего отца в 1993 году.
Титул баронета Джослин из Гайд-Холла в графстве Хартфордшир был создан в Баронетстве Англии в 1665 году для Роберта Джослина. Ему наследовал его старший сын, 2-й баронет. Эта линия семьи Джослин прервалась со смертью 4-го баронета в 1778 году. Ему наследовал его двоюродный дядя, 1-й граф Роден.
Фамильными резиденциями графов Роден был Гайд-Холл, в окрестностях посёлка Совбриджворт, графство Хартфордшир, и Толлимор Парк возле Брайнсфорда в графстве Даун.

## Виконты Джослин (1755)
- 1755—1756: Роберт Джослин, 1-й виконт Джослин (ок. 1688 — 3 декабря 1756), сын Томаса Джослина из Совбриджворта и внук 1-го баронета;
- 1756—1797: Роберт Джослин, 2-й виконт Джослин (1731 — 21 июня 1797), единственный сын предыдущего, граф Роден с 1771 года.

## Графы Роден (1771)
- 1771—1797: Роберт Джослин, 1-й граф Роден (1731 — 21 июня 1797), сын 1-го виконта Джослина;
- 1797—1820: Роберт Джоселин, 2-й граф Роден (26 октября 1756 — 29 июня 1820), старший сын предыдущего;
- 1820—1870: Роберт Джоселин, 3-й граф Роден (27 октября 1788 — 20 марта 1870), сын предыдущего;
- 1870—1880: Роберт Джоселин, 4-й граф Роден (22 ноября 1846 — 9 января 1880), старший сын Роберта Джослина, виконта Джослина (1816—1854) и внук 3-го графа Родена;
- 1880—1897: Джон Стрэндж Джослин, 5-й граф Роден (5 июня 1823 — 3 июля 1897), второй сын 3-го графа Родена;
- 1897—1910: Уильям Генри Джоселин, 6-й граф Роден (5 ноября 1842 — 23 января 1910), старший сын Джона Джослина (1805—1869) и внук 4-го графа Родена;
- 1910—1915: Роберт Джулиан Джоселин, 7-й граф Роден (19 апреля 1845 — 18 декабря 1915), младший брат предыдущего;
- 1915—1956: Роберт Джоселин, 8-й граф Роден (8 сентября 1883 — 30 октября 1956), единственный сын предыдущего;
- 1956—1993: Роберт Уильям Джоселин, 9-й граф Роден (4 декабря 1909—1993), старший сын предыдущего;
- 1993 — настоящее время: Роберт Джон Джоселин, 10-й граф Роден (род. 25 августа 1938), старший сын предыдущего;
  - Наследник: Роберт Шейн Хеннинг Джоселин, виконт Джоселин (род. 1989), единственный сын предыдущего.

## Баронеты Джослин из Гайд-Холла (1665)
- 1665—1712: Сэр Роберт Джослин, 1-й баронет (14 января 1622 — июнь 1712), сын Роберта Джослина (1600—1664);
- 1712—1734: Сэр Стрэндж Джослин, 2-й баронет (ок. 1651 — 3 сентября 1734), старший сын предыдущего;
- 1734—1741: Сэр Джон Джослин, 3-й баронет (1689 — 1 ноября 1741), старший сын предыдущего;
- 1741—1778: Сэр Коньерс Джослин, 4-й баронет (1703 — 24 мая 1778), младший брат предыдущего;
- 1778—1797: Роберт Джослин, 1-й граф Роден, 5-й баронет (1731—1797), правнук 1-го баронета.